# Paulo Zanetti
Paulo Zanetti (São Paulo, 24 de setembro de 1952) é um ex-nadador brasileiro, que participou de uma edição dos Jogos Olímpicos pelo Brasil.
É engenheiro formado pela Escola Politécnica da Universidade de São Paulo.

## Trajetória esportiva
Em 1970 nadava pelo Sport Club Corinthians Paulista.
Nos Jogos Pan-Americanos de 1971 em Cali, ganhou a medalha de bronze no revezamento 4x100 metros livre, quebrando o recorde sul-americano.
Nas Olimpíadas de 1972 em Munique terminou em quarto lugar no revezamento 4x100 metros livre, quebrando o recorde sul-americano em seis segundos e meio. Também nadou os 100 metros livre e os 4x200 metros livre, não chegando à final das provas.
Em 1973 transferiu-se para o Tênis Clube Paulista e, depois, para o Clube de Regatas do Flamengo.
Participou do Campeonato Mundial de Esportes Aquáticos de 1975 em Cali e, no revezamento 4x200 metros livre, terminou em 12º lugar, com o tempo de 8m07s41, junto com Paul Jouanneau, Eduardo Alijó Neto e Paulo Mangini. 
Nos Jogos Pan-Americanos de 1975 na Cidade do México, terminou em sexto lugar nos 100 metros livre. No mesmo ano passou a nadar pelo Esporte Clube Pinheiros, onde conquistou o campeonato sul-americano no revezamento 4x200 metros nado livre, em 1976.